# Scolopendra malkini
Scolopendra malkini är en mångfotingart som beskrevs av Chamberlin 1955. Scolopendra malkini ingår i släktet Scolopendra och familjen Scolopendridae. Inga underarter finns listade i Catalogue of Life.